# 深喉 (X档案)
《深喉》（英語：Deep Throat）是美国科幻电视剧《X档案》第一季的第二集，1993年9月17日通过福克斯电视网在美国首播。节目由剧集主创克里斯·卡特编剧，丹尼尔·沙克海姆执导，剧情介绍的多项要素成为电视剧中层层谜团的重要组成部分。
联邦调查局特工福克斯·穆德（大卫·杜考夫尼饰）和丹娜·斯嘉丽（吉莲·安德森饰）受命调查人称“档案”的悬案，这些案件大多同超自然现象有关。穆德相信有超自然现象存在，但斯嘉丽对此抱怀疑态度，希望能证明实情并非如此。两人在本集调查美国空军内部可能存在的阴谋事件，穆德遇到的神秘线人警告他不要再追查，但穆德还是决定继续，最终他对外星生命真相的了解达到前所未有的程度，但却同之前一样刚刚取得进展就被迫退出。
杰里·哈德因饰演的深喉一角在本集首次亮相，他是穆德在第一季中的重要线人。人物的创作灵感源自水门事件中的深喉，用来缩小节目主人翁和所调查共谋人士之间的差距。节目剧情关注幽浮学的共同要素，故事背景设定让人想起51区和内利斯空军基地。卡特认为，考虑到当时的技术条件限制，剧中部分特效镜头还算不错，但他也觉得其中带有强烈闪光的不明飞行物特效镜头效果很不理想。《深喉》在美国首播期间约有690万户家庭收看，观众人数约为1110万，节目获得评论界好评。

## 剧情
镜头一开始就来到爱达荷州西南部的艾伦斯空军基地附近，有几名宪兵冲进罗伯特·布拉哈斯（Robert Budahas）上校家中搜查，发现上校缩在浴室里颤抖，身上长满皮疹。布拉哈斯此前盗有一架军机，还曾把自己锁在机内。四个月后，联邦调查局特工福克斯·穆德（Fox Mulder，大卫·杜考夫尼饰）和丹娜·斯嘉丽（Dana Scully，吉莲·安德森饰）在哥伦比亚特区某酒吧碰头探讨布达哈斯案。穆德告诉斯嘉丽，布拉哈斯是试飞员，宪兵之前那次突击过后就再也没有谁见过他，军方拒绝透露他的近况，联邦调查局也不愿调查。穆德称，艾伦斯空军基地另有六名飞行员失踪，有传闻称这与实验飞行器有关。穆德在酒吧上厕所时遇到线人“深喉”（Deep Throat，杰里·哈德因饰），对方警告他不要调查此案，以免惹火上身，还称穆德已受到监视，之后的剧情发展证实情况的确如此。
穆德和斯嘉丽抵达爱达荷州与布达哈斯的夫人安妮塔（Anita）碰面，后者称丈夫失踪前举止反常，还带两人到邻近一户人家里，这家的男主人同样是试飞员，此时也有类似异常行为。斯嘉丽预约与基地司令官基赛尔（Kissell）上校面谈，然后和穆德一起前登门拜访，但基赛尔拒绝同两人交谈。斯嘉丽和穆德又找上当地记者保罗·莫辛格（Paul Mossinger），后者向两人提到当地一家不明飞行物主题餐车。两名特工同餐车业主探讨不明飞行物，业主声称她曾多次在附近看到不明飞行物。
两人当晚密探空军基地，看到一个神秘飞行器在夜空中做出一些看起来不可能的动作。这时有架黑色直升机因追踪擅闯基地的埃米尔（Emil）和佐伊（Zoe）而朝穆德和斯嘉丽所在位置逼近，两名特工被迫逃离。穆德事后在不明飞行物主题餐车请埃米尔和佐伊吃饭，并从这对情侣口中得知天上神秘光亮的来由，而且不明飞行物可能是从附近另一个基地起飞。在此期间，布拉哈斯上校突然回到家里，只是对这段时间的经历一无所知。穆德和斯嘉丽离开餐车后遇到身穿黑色制服的特工人员，这些人抢走他们的照片，还命令他们立即离开当地。
穆德愤怒之下借埃米尔和佐伊的帮助潜入空军基地，看到一架三角形的飞机从头上飞过，然后又被篡改他记忆的军人所擒。与此同时，斯嘉丽再次遇到莫辛格，发现他原来是基地安保人员。斯嘉丽用枪逼对方带她前去基地，再用莫辛格换回穆德。两名特工依然无从得知基地的底细，最终只好返回哥伦比亚特区。数天后，穆德在慢跑时遇到深喉，问起对方地球上是否真有“那些东西”，深喉回答：“他们已经在这待了很长很长时间了。”:102–103:47–48

## 制作

### 构想和前景制作

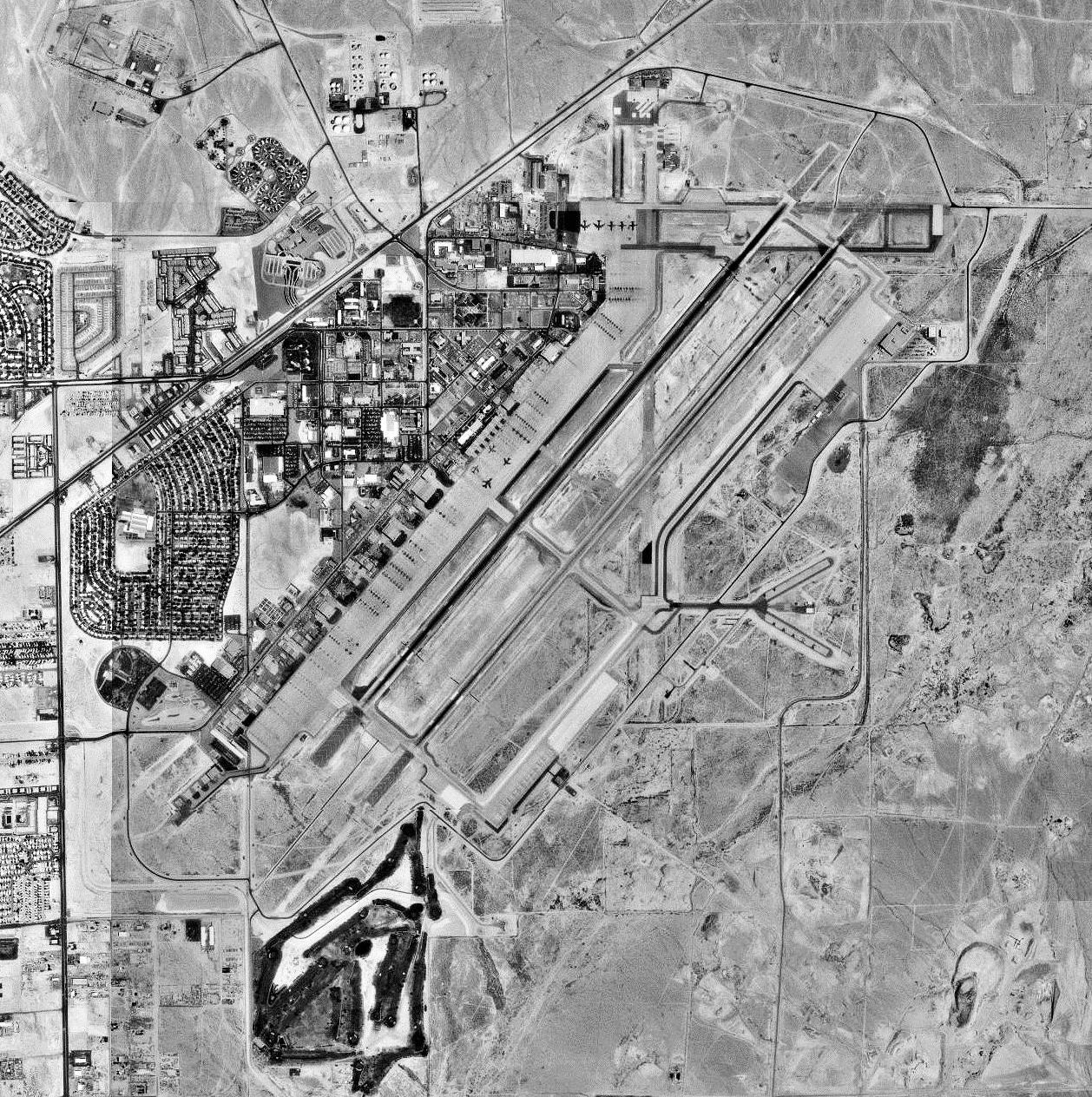
剧中的艾伦斯空军基地灵感源自现实生活中的内利斯空军基地

本集是哈德因扮演的深喉一角首次与观众见面。《档案》主创人克里斯·卡特称，这个人物的设计灵感源自历史上的深喉，即当年把联邦调查局调查水门事件的发现泄露给《华盛顿邮报》记者卡尔·伯恩斯坦和鲍勃·伍德沃德的线人，其真实身份之后经确认是联邦调查局副局长马克·费尔特。对该角色塑造产生影响的还有奥利佛·斯通1991年电影《刺杀肯尼迪》中由唐纳德·萨瑟兰扮演的人物。卡特创作这个人物的目的是要填补两名主角同暗中对付他们的共谋人士之间的差距，据他所言，此人“在某个我们根本一无所知的政府（部门）级别工作”。卡特是在看过哈德因在《糖衣陷阱》中的演出后决定请他出演深喉:27，称这是很容易决定的人选。哈德因每隔几周就飞抵温哥华参与拍摄，卡特称赞他的演出“非常非常棒。”
据卡特所言，从《深喉》可以明显看出，《X档案》还是“正在创作的电视剧集”，没有完全成型。节目剧情灵感源自幽浮学的常见要素，1947年的罗斯威尔飞碟坠毁事件过后，许多人长期以来都深信内华达州51区和内利斯空军基地就掌握有由此获得的外星科技。艾伦斯空军基地中的名称“艾伦斯”（Ellens）源自卡特大学女友的姓氏，剧中的军方计划则是从有关美国空军发展极光计划的传闻获得灵感，据卡特表示，他还记得人们谈论相关传闻，在剧中加入这样的情节就相当于对传闻的认可。本集两个客串人物的姓氏布拉哈斯源自卡特高中时的朋友。杜考夫尼和安德森此前还从未碰过枪支，所以在拍摄前需要接受相应训练。

### 拍摄

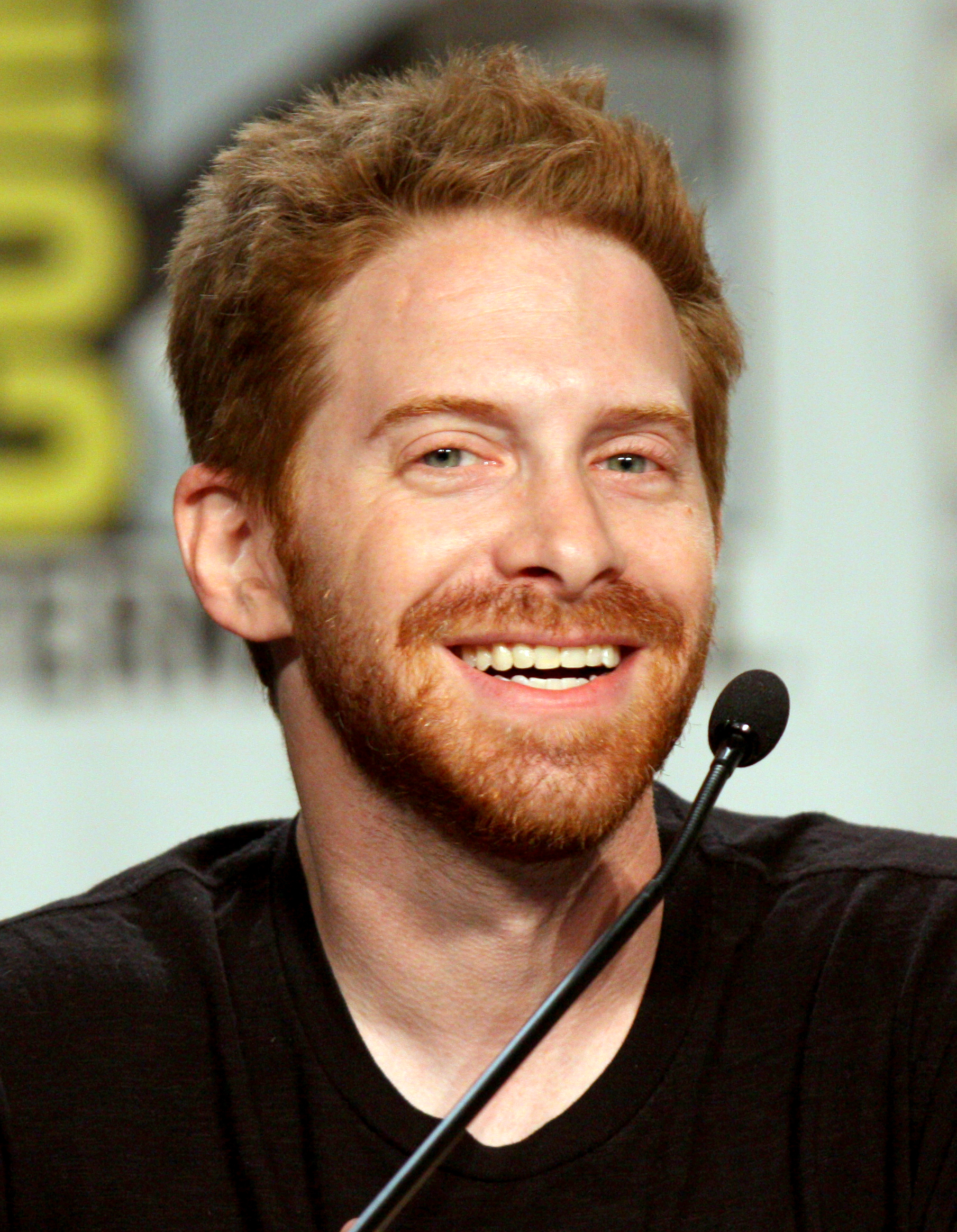
塞思·格林（摄于2011年）获选出演埃米尔一角，参加演出期间还曾和男主角大卫·杜考夫尼到处消磨时间。

剧中穆德潜入空军基地的镜头是在真正的美国空军基地摄制。节目的拍摄预算少，电视档期又紧，卡特对此表示，考虑到当时的技术条件限制，片中部分特效镜头还算不错。不明飞行物是用数字技术构建，据视觉特效总监马特·贝克（Mat Beck）回忆，镜头的设计原型是从“聚会承办人”那里租来的“某种迪斯科照明操作装置。”卡特称赞沙克海姆的导演功底，把这集“拍得很好”。剧中的夜间场景摄制工作接近尾声时太阳已经升起，迫使剧组成员约翰·巴特利（John Bartley）调整拍摄角度，让镜头中的光线看起来更暗。剧中有个穆德潜入空军基地的镜头本来发生在白天，之后改为夜间，但由于没有及时在夜晚拍完，这个镜头又改回最初构想的白天。
用来拍摄布达哈斯上校一家房子外部镜头的房屋之后在卡特的下一部电视剧《千年追凶》（Millennium）再度启用，是该剧主角弗兰克·布莱克（Frank Black）的家。这幢房子实际上是剧组成员和演员进出温哥华期间经常遇到的一名空中乘务员所有。片头杜考夫尼和安德森在酒吧碰头的镜头是在温哥华一家名叫“肉类市场”（The Meat Market）的餐馆取景，卡特称，这家酒吧的视觉元素丰富多样，远超剧组艺术指导设计师的想象。“肉类市场”是剧组在当地找到的唯一一家酒吧，自1986年世界博览会过后就没有再翻修过，颇有“见多识广”的风味，之后还在《档案》第三季剧集《派珀马努号》（Piper Maru）中再度亮相。剧中的不明飞行物主题餐车内景镜头就是在路边的餐车上摄制，这里距其他拍摄地点都很远，所以有大型客车接送演员和剧组成员，节约行程开支。但是，所有人员中只有道具员阿尔·坎贝尔（Al Campbell）乘坐大客车，制片人因此取消这项服务，直到拍摄第四季剧集《颠覆地球》（Herrenvolk）才恢复。
客串演员塞思·格林表示，虽然他此次出演的埃米尔经常吸食大麻，而且以往也经常出演同类角色，几乎“垄断市场”，但他实际上从未抽过大麻。另据格林回忆，他第一天到片场时杜考夫尼刚刚拍完戏份，他对杜考夫尼的明星风范和即兴表演功底深感佩服，之后两人就一直都在到处消磨时间。

### 后期制作
据卡特表示，由于资金和时间上的限制，《深喉》中不明飞行物在天上发光的镜头是“我们（在《X档案》中）做过的最烂特效”，他还称，当时特效制作尚处起步阶段。贝克是《档案》第一季的特效制作人兼总监，他和卡特本想让剧中特技看上去更显立体、效果更好，但未能成功。卡特对此表示，最终成片中的镜头看起来就像“某种高科技《乓》游戏”。
《深喉》还是马克·斯诺（Mark Snow）首次独立完成《档案》剧集的配乐创作。卡特称，他和剧组都对这集节目中的音乐太多“充满畏惧”，也担心第一季整体使用的音乐太多。福克斯公司高管希望结尾将剧情总结得更加明白，所以剧组在片尾增加安德森配音的桥段。公司高管认为，不能让观众看完节目后还是“一头雾水”，至少要对事件发展有大概的印象。最终这种配音桥段成为今后《档案》剧集的常用手段。

## 主题
剧中莫辛格警告穆德，有些真相不应为公众所知，有学者认为这种思想证明，要迫使做出不当行为的大型组织承担责任是非常困难的事。深喉在剧尾透露，外星生命已经在地球“待了很长很长时间”，学者认为，这种说法源自20世纪80年代科幻电影建立起来的后未来主义思潮。受水门事件和阴谋论不断传播的共同影响，这种思潮已经取代诸如太空探讨之类的传统科幻主题。

## 播映和反响
《深喉》于1993年9月17日通过福克斯电视网在美国首播，再于1994年9月24日经英国广播公司第二台在英国首播。节目在美国首播期间约有690万户家庭收看，观众人数约1110万:248。尼尔森收视率数值为7.3/14，意即当时所有装有电视的美国家庭中有7.3%收看本集，当时就在看电视的观众则有14%选择《深喉》:248。1996年，本集同《领航员》一起经录像带发行，之后又收录进第一季的完整版发行。2005年发行的《X档案神话第一卷：绑架》（The X-Files Mythology, Volume 1 – Abduction）收藏版收录有以《档案》层层谜团为核心的剧集，《深喉》便是其中之一。
《娱乐周刊》在回顾第一季时给本集评分“+”（最高“+”），并称赞哈德因在表演中流露出的“厌世”情绪，不过，评论中也认为剧集“充满牢骚和不详预兆的基调……略显古怪，但还是（令观众）对未来剧情发展充满期待。”《奥斯汀纪事报》（Austin Chronicle）的艾德丽安·马提尼（Adrienne Martini）称赞这集“让人赏心悦目”，堪称“伟大的电视节目”，《圣荷西信使报》则称赞剧中的深喉一角是“电视上最令人兴致盎然的新角色”，还称本集剧情“奇怪而奇妙”。迈克·安东努西（Mike Antonucci）在《多伦多星报》（Toronto Star）撰文，称《深喉》证明卡特有能力把“微妙、复杂的元素同令人心脏狂跳不止的动作戏融合在一起”，他还称赞《档案》除了品质有保障外，别的任何方面都没有固定模式。不过，《比佛县时报》（The Beaver County Times）的迈克尔·亚努索尼斯（Michael Janusonis）对本集评价不佳，觉得节目最终蒙混过关，留下的问题没有得到彻底解决。
《影音俱乐部》的基思·菲普斯（Keith Phipps）为《深喉》评级-，称其剧情“就像试播集的延伸”。他还认为，穆德被劫持的镜头是《档案》早期最吓人的场景之一，无论观众看到的部分还是由此产生的想象都令人胆战心惊。马特·海格（Matt Haigh）在极客巢穴网站撰文给予本集正面评价，称赞其中保留部分疑问不予回答的做法。他还指出，“我们对穆德和斯嘉丽的实际遭遇一无所知，这反倒令观影体验增强”。在海梅看来，剧中的谜团即便是在电视荧屏上也“的确罕见”。罗伯特·谢尔曼（Robert Shearman）和拉斯·皮尔逊（Lars Pearson）在著作《希望相信：档案批判指南，千禧年与孤胆枪手》（Wanting to Believe: A Critical Guide to The X-Files, Millennium & The Lone Gunmen）中给予本集五星（最高五星）的高度评价，称赞节目的节奏和基调都比上集“更显自信”。两人还称，《深喉》通过巧妙的剧本把这个有关掩盖和偏执的故事诠释得淋漓尽致，“完美奠定电视剧的整体主题，看起来几乎就像开场剧集。”
评论认为，《深喉》为《档案》的核心冲突奠定基础。网站的丹·艾弗森（Dan Iverson）就觉得本集为《档案》“增添无数可能”，网站的梅根·迪恩斯（Meghan Deans）也指出，虽然政府阴谋的构想是在试播集首度出现，但却是《深喉》真正令之在观众心目中扎根。1999年，《娱乐周刊》评选20世纪90年代“最伟大的100个电视瞬间”，本集哈德因饰演的深喉一角首度亮相排名第37位。